# Тульбах
Тульбах (африк. и англ. Tulbagh) — небольшой город на юго-западе Южно-Африканской Республики, на территории Западно-Капской провинции. Входит в состав района Кейп-Вайнлендс. Является частью местного муниципалитета Виценберх. Крупный региональный центр виноделия.

## История
Поселение, из которого позднее вырос город, было основано в 1795 году. В 1861 году Тульбах получил статус муниципалитета. Название города связано с именем Рейка Тюльбаха, голландского губернатора Капской колонии в период с 1751 по 1771 годы.

## Географическое положение
Город расположен в западной части провинции, в долине, с востока, севера и запада, окружённой горными хребтами, на расстоянии приблизительно 59 километров (по прямой) к северо-северо-востоку (NNE) от Кейптауна, административного центра провинции. Абсолютная высота — 252 метра над уровнем моря.

## Климат
Климат города субтропический средиземноморский. Среднегодовое количество осадков — 567 мм. Наибольшее количество осадков выпадает в период с апреля по октябрь. Средний максимум температуры воздуха варьируется от 17,3 °C (в июле), до 30,8 °C (в феврале). Самым холодным месяцем в году является июль. Средняя минимальная ночная температура для этого месяца составляет 5,2 °C.

## Население
По данным официальной переписи 2001 года, население составляло 6507 человек, из которых мужчины составляли 47,24 %, женщины — соответственно 52,76 %. В расовом отношении цветные составляли 70,72 % от населения города, негры — 19,96 %, белые — 9,16 %, азиаты (в том числе индийцы) — 0,14 %. Наиболее распространёнными среди горожан языками были: африкаанс (78,52 %), коса (18,03 %), английский (1,66 %) и сесото (1,15 %).

Согласно данным, полученным в ходе проведения официальной переписи 2011 года, в Тульбахе проживало 8969 человек, из которых мужчины составляли 48,75 %, женщины — соответственно 51,25 %. В расовом отношении цветные составляли 69,35 % от населения города, негры — 22,69 %; белые — 6,95 %; азиаты (в том числе индийцы) — 0,25 %, представители других рас — 0,77 %. Наиболее распространёнными среди жителей города языками являлись: африкаанс (74,4 %), коса (18,29 %), английский (3,57 %), сесото (3,01 %) и тсвана (0,58 %).